# Сеньи (Франция)
Сеньи́ (фр. Seigny) — коммуна во Франции, находится в регионе Бургундия. Департамент коммуны — Кот-д’Ор. Входит в состав кантона Монбар. Округ коммуны — Монбар.
Код INSEE коммуны — 21598.

## Население
Население коммуны на 2010 год составляло 164 человека.
| 1962 | 1968 | 1975 | 1982 | 1990 | 1999 | 2010 |
| ---- | ---- | ---- | ---- | ---- | ---- | ---- |
| 213  | 181  | 170  | 164  | 164  | 152  | 164  |

## Экономика
В 2010 году среди 101 человека трудоспособного возраста (15—64 лет) 78 были экономически активными, 23 — неактивными (показатель активности — 77,2 %, в 1999 году было 69,5 %). Из 78 активных жителей работали 75 человек (44 мужчины и 31 женщина), безработных было 3 (0 мужчин и 3 женщины). Среди 23 неактивных 6 человек были учениками или студентами, 16 — пенсионерами, 1 был неактивным по другим причинам.